# Challes-les-Eaux
Challes-les-Eaux è un comune francese di 5 462 abitanti situato nel dipartimento della Savoia della regione dell'Alvernia-Rodano-Alpi.

## Società

### Evoluzione demografica
Abitanti censiti

## Amministrazione

### Gemellaggi
- Godiasco Salice Terme, Italia